# Revere, Lombardiet
Revere är en tidigare kommun och huvudort i kommunen Borgo Mantovano i provinsen Mantua i regionen Lombardiet i Italien. 
Revere upphörde som kommun den 1 januari 2018 och bildade med de tidigare kommunerna Pieve di Coriano och Villa Poma den nya kommunen Borgo Mantovano. Den tidigare kommunen hade 2 468 invånare (2017).